# I Love You... Te Quiero
«I Love You... Te quiero» es el cuarto sencillo del álbum Catarsis de la cantante y actriz mexicanaBelinda, a dúo con el rapero estadounidense Pitbull, lanzado por Capitol Latin. Fue la mejor canción elegida de la cortina del bloque Ranking Pop del programa musical desde 2014 emitida por Canal CM.

## Antecedentes
Belinda confirmó a través de su cuenta oficial en Instagram, que el cuarto sencillo de su álbum es "I Love You... Te Quiero", canción a dueto con el rapero Pitbull, con quien Belinda ya había trabajado anteriormente en el 2010 con su tema "Egoísta", de su álbum Carpe Diem.
En entrevistas, Belinda dijo lo siguiente:

"Originalmente no tenía planeado grabar con Pitbull, pero mi productor es su amigo y socio. Un día, Vein me presentó un beat que originalmente era para Pitbull, me quedé sorprendida. Hablamos con él y aceptó cederme la canción con la condición de que la grabáramos juntos"
Belinda (El Nuevo Herald)

El tema es la canción pop que más va creciendo en peticiones y tocadas en Monitor Latino, siendo la número 1 en Hot Pop Songs y en el Top 40 de radio pasó de la posición 37 a la 20 en una semana.

"Estoy muy emocionada. Las posiciones de radio ha subido impresionante, en pocos días ha avanzado más de 10 posiciones, así que estoy muy agradecida con el público que la está pidiendo y ha estado súperpendiente de mí. Esta canción está creciendo mucho más rápido que las otras, lo cual me tiene sorprendida y contenta, al igual que a Pitbull, quien es también parte de esta canción."
Belinda (Periódico Noroeste)

Antes de ser elegida como el cuarto sencillo, en julio de 2013, la canción logró colocarse en el número 19 de la lista Latin Pop Digital Songs de la revista Billboard.

## Composición
En una entrevista en Coffee Break de E! Entertainment, Belinda dijo:

"Yo había trabajado con Pitbull en mi disco pasado, 'Carpe Diem'. Empecé a trabajar con Vein, que es su productor, y me puso una canción que me encantó. Y le dije: 'Por favor, quiero esa canción, me encanta'. Y él me dijo: 'No, de ninguna manera, esa canción es de Pitbull'. Entonces hablé con él y me dijo: 'Si quieres, hagámoslo juntos'. Imagínate, me volví loca. Empecé a trabajar en la canción, la cambiamos muchísimo, y quedó 'I Love You, Te Quiero', donde también canta él"
Belinda (Coffee Break - E! Entertainment)

La canción fue escrita por Belinda, su padre José Ignacio Peregrín, Gavriel Aminov, Paolo Prudencio, Armando Pérez, Lavi Hoss, y coproducida por este último con el nombre de "Lavi Beats", junto con Gavriel Aminov, este bajo el nombre de "Vein". El sencillo es una potente producción de spanglish pop-dance con una dosis de sonidos electrónicos y dubstep.

## Video
El video fue grabado los días 23, 24 y 25 de marzo de 2014 en la ciudad de Zacatecas en las calles zacatecanas Avenida Hidalgo, Teatro Calderón, Plazuela Goitia y Jardines del Museo Pedro Coronel. El museo Francisco Goitia sirvió como principal escenario para recrear una fiesta similar a las de El gran Gatsby, cinta protagonizada por Leonardo DiCaprio. La dirección del video corrió a cargo de Ernesto Yáñez. En una parte del clip se ve a la cantante cuando llega al museo a bordo de un vehículo clásico y es bienvenida por arlequines, mujeres con aros de fuego ondeando en la cintura y un tragafuegos que ilumina la noche. Además contó con la participación de la Miss Universo 2010, Ximena Navarrete. En el video participaron más de 100 extras, que fueron seleccionados semanas antes mediante un casting, todos ellos vestidos con ropa de gala y autos clásicos. Se invirtieron casi dos millones de pesos en el video, superando la producción pasada, "En la obscuridad". El video fue lanzado oficialmente el 25 de junio de 2014 en las cuentas oficiales de Belinda en VEVO y YouTube, siendo lanzado el mismo día en iTunes.

## Premios y nominaciones
- Premios Telehit 2014: Video en español - Ganador
- Premios Quiero 2014: Mejor video artista femenina - Nominada
- Premios Quiero 2014: Mejor video pop - Nominada
- Premios Quiero 2014: Mejor Coreografía - Nominada

## Posicionamiento en listas
| Listas (2013/14)                         | Mejor posición |
| ---------------------------------------- | -------------- |
| Estados Unidos (Latin Pop Digital Songs) | 19             |
| México (Mexico Espanol Airplay)          | 13             |
| México (Mexico Airplay)                  | 33             |
| México (Monitor Latino)                  | 4              |
| México (Monitor Latino Pop)              | 5              |

## Historial de lanzamiento
| Región | Fecha               | Formato        | Discográfica |
| ------ | ------------------- | -------------- | ------------ |
| Mundo  | 22 de enero de 2014 | Radio premiere | UMLE/EMI     |